# The Master Game
The Master Game fou un programa de televisió de la BBC que consistia en torneigs d'escacs televisats, i que s'emeté en set temporades per la BBC2, entre 1976 i 1982.

Presentat per Jeremy James, comptava amb les anàlisis tècniques fetes pels experts jugadors d'escacs Leonard Barden i, posteriorment, Bill Hartston. The Master Game fou altament reconegut pel seu estil innovador, que mostrava un panell amb l'escaquer amb figurines animades i notació algebraica al centreesquerra de la pantalla, acompanyat per les imatges dels jugadors meditant, i els seus pensaments durant les partides narrats en veu en off.
Una versió del tema Come Maddalena d'Ennio Morricone fou usada memorablement com a melodia del xou.

## Història i sistema
El productor de The Master Game, Robert Toner, recordant la cobertura televisiva del matx Fischer-Spasski de 1972 deia que:
“En Marsland Gander, llavors crític de TV del Daily Telegraph, escrigué, 'La manera com les partides eren presentades, amb experts de peu davant de taulers magnètics, movent les peces manualment, mostra que la televisió no ha fet cap progrés tècnic en aquest aspecte en els darrers vint anys'. Tenia raó, i per això vaig començar a lluitar per solucionar el problema.”
El resultat fou la creació d'un torneig especial per invitació i per sistema knock-out. Les partides es jugaven fora dels estudis de televisió, i les gravacions sonores dels pensaments dels jugadors, es feien immediatament després. Els jugadors eren posteriorment gravats en una reconstrucció de la partida, feta per tal d'enllaçar-hi les gravacions de so.
A més a més, aquest mètode de producció tan poc ortodox, es combinava amb un profundament innovador escaquer animat i amb unes peces creades pel dissenyador John Bone i pels tècnics de la BBC a Bristol. Aquest efecte s'aconseguia mitjançant una taula d'escacs de vidre en la qual els moviments els feia un jugador ocult amb capa i guants. Els símbols de les peces que es veien a la pantalla eren en realitat a la part inferior de les pròpies peces, que eren filmades des de sota amb un sistema de reflexió, per corregir la inversió d'esquerra/dreta que en resultava. A més d'això, el comentarista podia utilitzar un "punter electrònic", que il·luminava les caselles per indicar gràficament les idees que implicava cada moviment. L'efecte de la combinació de tots aquests elements no s'havia assolit mai abans, i era molt similar a una presentació moderna d'escacs multimèdia produïda digitalment, però es va aconseguir fent servir només tècniques de titelles, llums de colors, i miralls.

## Detalls de les temporades
Les temporades del programa varen tenir tres diferents directors: Geoff Walmsley, Sandra Wainwright i Jill Dawson.
Format Knock-out:
- Primera temporada (1975-6)

Primer premi: 250 £
Participants: George Botterill, Bill Hartston (guanyador), Jonathan Mestel, Tony Miles, John Nunn, Jonathan Speelman (finalista), Michael Stean, Howard Williams.
- Segona temporada (1976-7)

Participants: George Botterill, Peter Clarke, Jana Hartston, Bill Hartston (guanyador), Julian Hodgson, Tony Miles, John Nunn (finalista), Nigel Short.
- Tercera temporada (1977-8)

Primer premi: 1250 £
Participants: Jan Hein Donner, Bill Hartston, Werner Hug, Anatoli Kàrpov (guanyador), Bent Larsen, Tony Miles (finalista) Helmut Pfleger, Lothar Schmid.
- Quarta temporada(1978-9)

Participants: Walter Browne, Jan Hein Donner, Gyozo Forintos, Vlastimil Hort (finalista), Bent Larsen (guanyador), Tony Miles, John Nunn, Albéric O'Kelly.
Format Grups paral·lels:
- Cinquena temporada (1979-80)

Primer premi: 2500 £
Participants: A) Walter Browne (finalista), Vlastimil Hort, John Nunn, Helmut Pfleger; B) Robert Byrne, Lothar Schmid (guanyador), Michael Stean, Víktor Kortxnoi.
- Sisena temporada (1980-1)

Primer premi: 2500 £
Participants: A) Robert Byrne, Svetozar Gligorić, Vlastimil Hort, Nigel Short (guanyador); B) Jan Hein Donner, Bent Larsen, Tony Miles (finalista), Lothar Schmid.
- Setena temporada (1981-2)

Primer premi: 2500 £; Segon premi: 2000 £
Participants: A) Andras Adorjan (finalista), Larry Christiansen, Hans-Joachim Hecht, Nigel Short; B) Walter Browne, Raymond Keene, Eric Lobron (guanyador), Miguel Quinteros.